# مرصد أباتشي بوينت
مرصد أباتشي بوينت هو مرصد فلكي في جبال ساكرامنتو في ولاية نيو مكسيكو في المنطقة الجنوبية الغربية من الولايات المتحدة على بعد حوالي 18 ميلا (29 كم) إلى الجنوب من كلودكروفت. المرصد مشغل من قبل جامعة ولاية نيو مكسيكو ومملوك من قبل اتحاد بحوث الفيزياء الفلكية. حرية الوصول إلى التلسكوبات والمباني مقيدة، ولكن الجمهور قادر على زيارتة خلال أيام الأسبوع من السابعة صباحا حتى الخامسة مساء.

## تاريخ
تأسيس اتحاد بحوث الفيزياء الفلكية في عام 1984 بهدف بناء تليسكوب 3.5 متر. يتألف اتحاد بحوث الفيزياء الفلكية من خمس مؤسسات علمية هي: جامعة ولاية نيو مكسيكو، وجامعة واشنطن، وجامعة شيكاغو، وجامعة برينستون، وجامعة ولاية واشنطن،التي انسحبت منذ ذلك الحين.
وقد انضمت خمس منظمات إضافية مع مرور الوقت: معهد الدراسات المتقدمة، وجامعة جونز هوبكنز، وجامعة كولورادو، وجامعة فيرجينيا، وجامعة جورجيا الحكومية. ويأتي التمويل من أجل التلسكوبات التي تبلغ أقطارها 3,5 متر و 0,5 متر من الكونسورتيوم، ولكن الأموال المخصصة للتليسكوب الذي يبلغ قطره 2,5 متر تأتي من مجموعة أوسع بكثير من المصادر. دعم تلسكوب 1.0 متر حصريا من قبل جامعة ولاية نيو مكسيكو
.